# Selvstyrepartiet (dansk parti)
Selvstyrepartiet, også kaldt Selvstyrebevægelsen, var et dansk parti samt protestbevægelse i Sønderjylland grundlagt i 1926 af bondefører Cornelius Petersen. Bevægelsen var oprindeligt opstået primært som følge af - og i protest mod - valutaloven af 1924, som medførte en tilsigtet pariføring af den danske krone. Som konsekvens heraf skete en voldsom fordyrelse af landbrugets varer på eksportmarkederne, og landbruget fik svært ved at afsætte sine varer. Cornelius Petersen, som kritiserede den 'københavnske centralisme', foreslog derfor lokalt selvstyre, inspireret af middelalderens lokale selvstyre i Ejdersted. Partiet stillede op til Folketingsvalget 1926 i Haderslev Amtskreds uden først at have indsamlet underskrifter til at blive opstillingsberettiget, idet partiet brugte reglen i Folketingsvalgloven af 1920 om at sønderjyske partier kunne opstille i Sønderjylland uden det sædvanlige krav om vælgererklæringer. Partiet fik ved valget 2.117 ud af 66.843 gyldige stemmer i Haderslev Amt, svarende til 3,2 % af stemmerne i amtskredsen, eller til 0,16 % af stemmerne i hele Danmark. Partiet indgik senere i Danmarks Nationalsocialistiske Arbejderparti.